# Dušan Vukasović
Dušan Vukasović, srbski častnik in narodni heroj, * 26. september 1909, † 20. marec 1945.

## Življenjepis
Vukasović, po poklicu učitelj, se je leta 1941 pridružil NOVJ in naslednje leto še KPJ. Med vojno je bil poveljnik več enot; ob smrti je bil poveljnik 36. divizije.
6. julija 1953 je bil razglašen za narodnega heroja.